# 부르주아의 은밀한 매력
부르주아의 은밀한 매력(프랑스어: Le charme discret de la bourgeoisie, 영어: The Discreet Charm of the Bourgeoisie)은 1972년에 공개된 프랑스의 코미디 영화이다.

## 줄거리
프랑스의 부르주아 부부 프랑수아와 시몬 테브노는 프랑수아의 동료인 라파엘 아코스타 돈(미란다의 대사)과 시몬의 여동생 플로렌스와 함께 만찬을 주최하는 세네샬 부부의 집으로 향한다. 앨리스 세네샬은 그들을 보고 놀라며, 다음 날 저녁에 올 줄 알았고 저녁 식사를 준비하지 못했다고 설명한다. 그들은 앨리스에게 근처 여관에서 함께 저녁 식사를 하자고 제안한다. 그곳에서 여종업원은 식당이 새롭게 경영되고 있다고 알려준다. 안에는 손님이 아무도 없었고, 일행은 몇 시간 전 사망한 매니저를 위한 철야 기도가 옆방에서 진행되고 있는 것을 발견하고 서둘러 떠난다.
다음 날, 아코스타, 프랑수아, 앨리스의 남편 앙리는 미란다 대사관에서 대규모 코카인 거래 수익에 대해 논의한다. 아코스타는 밖에서 시계태엽 동물 장난감을 파는 젊은 여자를 본다. 그는 소총으로 장난감 중 하나를 쏘자 여자는 도망친다. 그는 그 여자가 몇 달 동안 자신을 표적으로 삼아온 마오주의 미란다 테러리스트 집단의 일원이라고 설명한다.
이틀 후, 친구들은 점심 식사를 위해 세네샬 부부의 집에 도착하지만, 앙리와 앨리스는 그들과 합류하는 대신 정원으로 도망쳐 섹스를 한다. 아코스타는 세네샬 부부가 경찰이 오고 있다는 것을 알고 마약 밀매 관련 체포를 피하기 위해 도망쳤다고 추론하고, 일행은 당황하여 떠난다.
세네샬 부부가 정원에서 돌아와 나머지 일행이 사라진 것을 발견했을 때, 그들은 정원사의 옷을 입은 주교를 만난다. 그들은 그를 쫓아내지만, 그가 주교복을 입고 돌아오자 존경심을 담아 그를 포옹한다. 주교는 그들의 정원사로 일하고 싶다고 요청한다. 그는 어렸을 때 부모님이 비소 중독으로 독살당했지만 범인은 잡히지 않았다고 말한다.
여자들은 찻집을 방문하여 한 병사가 자신의 어린 시절에 대해 이야기하는 것을 듣는다. 그의 어머니가 죽은 후, 냉혈한 아버지는 그를 군사 학교로 보냈다. 병사의 어머니 유령은 그에게 그 남자가 진짜 아버지가 아니라 아버지를 죽인 살인자라고 알려준다. 그들은 그녀를 두고 결투를 벌였다. 그녀는 아들에게 범인을 독살하라고 요구하고, 그는 따른다.
시몬은 자신의 정부인 아코스타를 그의 아파트에서 만난다. 그들은 섹스를 하기 위해 침실로 물러나지만, 프랑수아의 방문으로 방해를 받고, 시몬은 적당한 

## 출연

### 주연
- 페르난도 레이
- 폴 프랭커
- 델핀 세리그
- 뷜 오지에
- 스테판 오드랑
- 장 피에르 카셀
- 줄리안 베르도
- 밀레나 버코틱

### 조연
- 클로드 피엡루

## 기타
- 미술: 피에르 구프로이